# Вуко Миљешковић
Вуко Миљешковић (Кртоли), је био капетан у Боки Которској. Због оружаног сукоба са Његушком кнежевском породицом, млетачким плаћеничким морлацима, Драгојлом Николићем и другим хајдуцима, завршио је на суду млетачке републике у Котору 1684. године. Мало пре битка на вртијељку 1685. године, где страда Драгојло Николић. Учесник је битке на цетињу 1692. године који је завршио мировним споразумом 1692 године, где је убијен Скадарски Сулејман-паша Бушатлија. 